# 12 juin en sport
12 mai 12 juillet
Chronologies thématiques
- Croisades
- Ferroviaires
- Disney

Le 12 juin (163e jour de l'année ou 164e en cas d'année bissextile) en sport.

## Événements

### XIVesiècle
- 1365 :
  - (Football (soule)) : ordonnance du roi d’Angleterre Édouard III qui interdit la pratique du football (soule)… sans grands effets!

### XIXesiècle
- 1937 :
  - (Joutes nautiques) : tournoi de joutes nautiques à Marseille à l’occasion du mariage du Duc d’Orléans.

### XXesièclede1901à1950
- 1926 :
  - (Sport automobile) : départ de la quatrième édition des 24 Heures du Mans.
- 1938 :
  - (Sport automobile) : Grand Prix automobile de Rio de Janeiro.

### XXesièclede1951à2000
- 1954 :
  - (Sport automobile) : départ de la vingt-deuxième édition des 24 Heures du Mans.
- 1955 :
  - (Sport automobile) : victoire de Mike Hawthorn et Ivor Bueb aux 24 Heures du Mans.
- 1966 :
  - (Formule 1) : Grand Prix automobile de Belgique.
- 1971 :
  - (Sport automobile) : départ de la trente-neuvième édition des 24 Heures du Mans.
- 1972 :
  - (Athlétisme) : Kjell Isaksson porte le record du monde du saut à la perche à 5,55 mètres.
- 1976 :
  - (Sport automobile) : départ de la quarante-quatrième édition des 24 Heures du Mans.
- 1977 :
  - (Sport automobile) : victoire de Jacky Ickx, Hurley Haywood et Jürgen Barth aux 24 Heures du Mans.
- 1983 :
  - (Formule 1) : Grand Prix automobile du Canada.
- 1988 :
  - (Formule 1) : Grand Prix automobile du Canada.
- 1991 :
  - (Basketball) : Michael Jordan remporte son premier titre NBA avec les Chicago Bulls.
- 1994 :
  - (Formule 1) : Grand Prix automobile du Canada.
  - (Handball) : la Suède, sous l'impulsion de Magnus Wislander, bat la Russie 34-21 en finale et remporte le Championnat d'Europe de handball masculin 1994.
  - (Vitesse moto) : l'Australien Mickael Doohan remporte le Grand Prix moto d'Allemagne dans la catégorie des 500 cm3, devant l'Américain Kevin Schwantz et l'Espagnol Alberto Puig. En 250 cm3, victoire de l'Italien Loris Capirossi devant son compatriote Max Biaggi et en 1 235 cm3, c'est l'Allemand Dirk Raudies qui devance les Japonais Kazuto Sakata et Tomomi Manako.
- 1999 :
  - (Sport automobile) : départ de la soixante-septième édition des 24 Heures du Mans.

### XXIesiècle
- 2004 :
  - (Sport automobile) : départ de la soixante-douzième édition des 24 Heures du Mans.
- 2005 :
  - (Formule 1) : Grand Prix automobile du Canada.
- 2009 :
  - (Athlétisme) : lors d'une réunion d'athlétisme dédiée aux épreuves de saut, à Pierre-Bénite, dans le Rhône, Salim Sdiri bat le record de France du saut en longueur avec un bond de 8,42 m, améliorant nettement l'ancien record (8,30 m) détenu, depuis 1998, par Kader Klouchi.
- 2010 :
  - (Sport automobile) : départ de la soixante-dix-huitième édition des 24 Heures du Mans.
- 2011 :
  - (Formule 1) : Grand Prix du Canada.
- 2014 :
  - (Football] : cérémonie d'ouverture et match d'ouverture de la Coupe du monde de football de 2014 opposant le Brésil à la Croatie, tenus à l'Arena Corinthians de São Paulo au Brésil[1]. Le Brésil s'impose 3-1 (doublé de Neymar à 29e et 71e, Oscar à 90+1re). Le seul but de la Croatie est un but contre son camp du défenseur latéral gauche Marcelo à la 11e minute[2].
- 2016 :
  - (Hockey sur glace /Coupe Stanley) : en Ligue nationale de hockey, les Penguins de Pittsburgh remportent pour la 4e fois de leur histoire la Coupe Stanley en défaisant les Sharks de San José en finale des séries éliminatoires de 2016[3].
- 2021 :
  - (Football /Euro masculin) : lors du premier match du Danemark contre la Finlande de l'Euro 2020 du groupe B, le Danois Christian Eriksen est victime d'un grave malaise cardiaque vers la 42e minute[4]. Après une dizaine de minutes sur le terrain où les équipes de secours procèdent à des massages cardiaques et l'utilisation d'un défibrillateur dans un stade sous l'émotion, il est évacué vers un hôpital de Copenhague dans un état stable pour y subir une série d'examens[5].
  - (Hockey sur gazon /Euro masculin) : en finale du Championnat d'Europe masculin de hockey sur gazon les Pays-Bas s'imposent face à l'Allemagne après match nul 2-2, 4 tirs au but à 1.
  - (Judo /Mondiaux) : sur la 7e journée des championnats du monde de judo, chez les femmes en +78kg, victoire de la Japonaise Sarah Asahina et chez les hommes en +100kg, victoire du Japonais Kokoro Kageura.
  - (Tennis /Grand Chelem) : en finale dames de Roland-Garros, la Tchèque Barbora Krejčíková s'impose face à la Russe Anastasia Pavlyuchenkova 6-1, 2-6 et 6-4. en simple garçon c'est le Français Luca Van Assche qui s'impose et en simple fille c'est la Tchèque Linda Nosková qui est titrée. Sur le double garçons c'est la paire française Arthur Fils et Giovanni Mpetshi Perricard qui s'impose et sur le double filles c'est la Philippine Alexandra Eala associée à la Russe Oksana Selekhmeteva qui s'imposent. Puis en double messieurs c'est la paire française Pierre-Hugues Herbert associé à Nicolas Mahut qui sont sacrés face aux Kasakh Alexander Bublik et Andrey Golubev 4-6, 7-6, 6-4.
- 2023 :
  - (Basket-ball /NBA) : les Nuggets de Denver battent le Heat de Miami et remportent les Finales NBA et s'offrent leur premier titre[6].

## Naissances

### XIXesiècle
- 1878 :
  - Charlie Thomson, footballeur écossais. (21 sélections en équipe nationale). († 6 février 1936).
- 1883 :
  - Fernand Gonder, athlète de saut à la perche français. († 10 mars 1969).
- 1889 :
  - Otto Merz, pilote de courses automobile allemand. († 18 mai 1933).

### XXesièclede1901à1950
- 1905 :
  - Ray Barbuti, joueur de foot U.S et athlète de sprint américain. Champion olympique du 400m et du relais 4×400m aux Jeux d'Amsterdam 1928. († 8 juillet 1988).
- 1907 :
  - Émile Veinante, footballeur puis entraîneur français. (24 sélections en équipe de France). († 18 novembre 1983).
- 1911 :
  - Doris Metaxa, joueuse de tennis française. († 7 septembre 2007).
- 1912 :
  - Bill Cowley, hockeyeur sur glace canadien. († 31 décembre 1993).
- 1921 :
  - Dennis Taylor, pilote automobile britannique. († 2 juin 1962).
- 1923 :
  - Juan Arza, footballeur puis entraîneur espagnol. (2 sélections en équipe nationale). († 17 juillet 2011).
- 1925 :
  - Raphaël Géminiani, cycliste sur route puis directeur sportif français. († 5 juillet 2024).
- 1926 :
  - Sture Nottorp, pilote automobile de rallyes suédois. († 18 avril 1991).
- 1930 :
  - Innes Ireland, pilote de F1 et d’endurance, puis ingénieur automobile et journaliste britannique. (1 victoire en Grand Prix). († 22 octobre 1993).
- 1932 :
  - Jean Bachelé, joueur de rugby à XV français. († 6 mars 2015).
  - Mamo Wolde, athlète de fond éthiopien. Champion olympique du marathon et médaillé d'argent du 10 000 m aux Jeux de Mexico 1968 puis médaillé de bronze du marathon aux Jeux de Munich 1972. († 26 mars 2002).
- 1945 :
  - Pat Jennings, footballeur puis entraîneur irlandais. Vainqueur de la Coupe UEFA 1972. (119 sélections en équipe nationale).
- 1943 :
  - Bobby Joe Hill, basketteur américain. († 8 décembre 2002).
- 1946 :
  - Michel Bergeron, hockeyeur sur glace puis consultant TV canadien.
- 1949 :
  - Marc Tardif, hockeyeur sur glace canadien.

### XXesièclede1951à2000
- 1959 :
  - Steve Bauer, cycliste sur route canadien. Médaillé d'argent de la course en ligne aux Jeux de Los Angeles 1984.
- 1962 :
  - Darrel Akerfelds, joueur de baseball américain. († 24 juin 2012).
- 1963 :
  - Philippe Bugalski, pilote de rallye français. (2 victoires en rallye). († 10 août 2012).
- 1964 :
  - Philippe Bouvatier, cycliste sur route français. († 7 avril 2023).
- 1969 :
  - Mathieu Schneider, hockeyeur sur glace américain.
- 1971 :
  - Félicia Ballanger, cycliste sur piste française. Championne olympique de la vitesse individuelle aux Jeux d'Atlanta 1996 et championne olympique de la vitesse individuelle et du 500 m aux Jeux de Sydney 2000. Championne du monde de cyclisme sur piste de la vitesse individuelle et du 500 m 1995, 1996, 1997, 1998 et 1999.
- 1973 :
  - Panayótis Fýssas, footballeur grec. Champion d'Europe de football 2004. (60 sélections en équipe nationale).
- 1974 :
  - Hideki Matsui, joueur de baseball japonais.
- 1975 :
  - Harold Primat, pilote de courses automobile d'endurance suisse.
- 1976 :
  - Kristian Brenden, sauteur à ski norvégien.
- 1977 :
  - Predrag Materić, basketteur serbe.
  - Wade Redden, hockeyeur sur glace canadien.
- 1979 :
  - Martine Dugrenier, lutteuse de libre canadien. Championne du monde de lutte libre des -67 kg 2008, 2009 et 2010.
  - Diego Milito, footballeur argentin. Vainqueur de la Ligue des champions de l'UEFA 2010. (25 sélections en équipe nationale).
  - Damien Traille, joueur de rugby à XV français. Vainqueur des Grands Chelems 2002 et 2004 et des tournois des Six Nations 2006 et 2007, des Challenges européens 2000 et 2012. (86 sélections en équipe de France).
- 1980 :
  - Benoît Caranobe, gymnaste français. Médaillé de bronze du concours général individuel aux Jeux de Pékin 2008.
- 1981 :
  - David Gilbert, joueur de snooker anglais.
  - Gurthrö Steenkamp, joueur de rugby à XV sud-africain. Champion du monde de rugby à XV 2007. (49 sélections en équipe nationale).
- 1982 :
  - Loïc Duval, pilote de courses automobile d'endurance français. Vainqueur des 24 Heures du Mans 2013.
  - Sébastien Minard, cycliste sur route français.
- 1983 :
  - Bryan Habana, joueur de rugby à XV sud-africain. Champion du monde de rugby à XV 2007. Vainqueur du Tri-nations 2009, des Coupe d'Europe de rugby 2014 et 2015. (106 sélections en équipe nationale).
  - Emmanuel Mayonnade, entraîneur de handball français. Vainqueur des Coupe Challenge féminine de handball 2011 et 2015. Sélectionneur de l'Équipe des Pays-Bas féminine de 2019 à 2021, championne du monde féminine de handball 2019.
- 1984 :
  - Marco Bandiera, cycliste sur route italien.
  - Éric Marester, footballeur français.
  - Bruno Soriano Llido, footballeur espagnol.
- 1987 :
  - Igor Anic, handballeur français. Champion du monde de handball masculin 2015. Champion d'Europe de handball masculin 2014. Vainqueur de la Ligue des champions 2010 et de la Coupe d'Europe des vainqueurs de coupe 2011. (24 sélections en équipe de France).
- 1988 :
  - Steeve Ho You Fat, basketteur français.
  - Mauricio Isla, footballeur chilien.
  - Emmeline Mainguy, footballeuse française.
  - Romain Thomas, footballeur français.
- 1989 :
  - Jeff Brooks, basketteur américano-italien.
  - Pablo Crer, volleyeur italo-argentin. (116 sélections en équipe nationale).
  - Boštjan Goličič, hockeyeur sur glace slovène.
  - Andrea Guardini, cycliste sur route italien.
  - Tim Nanai-Williams, joueur de rugby à XV et à sept samoan. Vainqueur du Challenge européen 2019. (12 sélections avec l'équipe de rugby à XV et 31 avec celle de rugby à sept).
  - Ryo Tateishi, nageur japonais. Médaillé de bronze du 200m brasse aux Jeux de Londres 2012.
- 1990 :
  - Roope Ahonen, basketteur finlandais. (31 sélections en équipe nationale).
  - Yohan Bocognano, footballeur français.
  - Paul Lacombe, basketteur français. (19 sélections en équipe de France).
  - Artur Sobiech, footballeur polonais. (13 sélections en équipe nationale).
- 1991 :
  - Sebastián Solé, volleyeur argentin. (126 sélections en équipe nationale).
- 1992 :
  - Philippe Coutinho, footballeur brésilio-portugais. Vainqueur de la Copa América 2019 et de la Ligue des champions 2020. (68 sélections avec l'équipe du Brésil
  - Vafessa Fofana, basketteur franco-ivoirien.
- 1993 :
  - Andrea Garosio, cycliste sur route italien.
  - Robbie Henshaw, joueur de rugby à XV irlandais. Vainqueur du Tournoi des Six Nations 2015, du Grands Chelem 2018, 2023 et de la Coupe d'Europe de rugby à XV 2018. (60 sélections en équipe nationale).
  - Jeannette Yango, footballeuse camerounaise. (35 sélections en équipe nationale).
- 1994 :
  - Mychal Mulder, basketteur canadien.
  - JaCorey Williams, basketteur américain.
  - Carolle Zahi, athlète de sprint française.
- 1995 :
  - Julie Annery, joueuse de rugby à XV et à sept française. (23 sélections avec l'équipe de France de rugby à XV).
- 1996 :
  - Michaela Abam, footballeuse américano-camerounaise. (6 sélections avec l'équipe du Cameroun).
  - Gaëlle Hermet, joueuse de rugby à XV française. Victorieuse du Grand Chelem 2018. (45 sélections en équipe de France).
  - Albertina Kassoma, handballeuse angolaise. Championne d'Afrique des nations féminin de handball 2016 et 2021. (93 sélections en équipe nationale).
  - Davinson Sánchez, footballeur colombien. Vainqueur de la Copa Libertadores 2016. (52 sélections en équipe nationale).
- 1997 :
  - Sebastián Córdova, footballeur mexicain. (14 sélections en équipe nationale).
- 1998 :
  - Jean-Victor Makengo, footballeur franco-congolais.
- 1999 :
  - Sophie Chauveau, biathlète française. Championne du monde de biathlon du relais 4 × 6 km 2024.
- 2000 :
  - Darius Bazley, basketteur américain.
  - Ole Didrik Blomberg, footballeur norvégien.

### XXIesiècle
- 2001 :
  - Théo Maledon, basketteur français. Vice-champion d'Europe 2022. (21 sélections en équipe de France).
- 2002 :
  - Koni De Winter, footballeur belge.
  - Adam Ratajczyk, footballeur polonais.
- 2003 :
  - Elias Jelert, footballeur danois.
- 2004 :
  - Arthur Fils, joueur de tennis français.
  - Niklas Jensen Wassberg, footballeur norvégien.

## Décès

### XXesièclede1901à1950
- 1902 :
  - Jimmy Ross, 36 ans, footballeur écossais. (1 sélection en équipe nationale). (° 28 mars 1866).

### XXesièclede1951à2000
- 1993 :
  - Gérard Côté, 79 ans, athlète de fond canadien. (° 27 juillet 1913).
- 1998 :
  - Lucienne Velu, 96 ans, athlète de lancers et basketteuse française. Détentrice du Record du monde du lancer du disque du 14 septembre 1924 au 11 octobre 1925 et du Record du monde du relais 4 × 100 mètres le 15 juillet 1928. (° 29 janvier 1902).

### XXIesiècle
- 2001 :
  - Paola Wiesinger, 94 ans, skieuse alpine italienne. Championne du monde de descente en 1932. (° 27 février 1907).
- 2003 :
  - Rico Steinemann, 63 ans, pilote de courses automobile, directeur sportif et journaliste suisse. (° 16 juin 1939).
- 2011 :
  - Roland Smaniotto, 64 ans, cycliste sur route luxembourgeois. (° 17 juillet 1946).
- 2012 :
  - Aldo Ronconi, 93 ans, cycliste sur route italien. (° 20 septembre 1918).
- 2013 :
  - Cheryl Peake, 47 ans, patineuse artistique britannique. (° 30 mars 1966).
- 2015 :
  - Greta Grönholm, 92 ans, kayakiste finlandaise. Championne du monde du K-2 sur 500 mètres en 1950. (° 8 juin 1923).
  - Dawn Wofford, 79 ans, cavalière britannique de saut d'obstacles. (° 23 mai 1936).